# 박항서
박항서(朴恒緖, 1957년 10월 1일~)는 대한민국의 전직 축구 선수이자 현 축구 지도자로 본관은 반남이며 현재 베트남 V리그 3의 박닌 FC의 기술 고문 겸 대한축구협회 부회장으로 활동하고 있으며 현역 시절에는 FC 서울에서 미드필더로 활동했다. 은퇴 후 지도자가 되어 2002년 FIFA 월드컵 당시 대한민국 대표팀의 코치를 맡은 뒤 경남 FC, 전남 드래곤즈, 김천 상무, 창원 FC의 감독을 맡았으며 2017년 9월 29일부터 2023년 1월 31일까지 5년 4개월동안 베트남 A대표팀의 감독을 맡으면서 베트남 축구 대표팀 역사상 최장수 사령탑으로 기록되어 있다.

## 학력
- 생초초등학교 (졸업)
- 생초중학교 (졸업)
- 경신고등학교 (졸업)
- 한양대학교 체육학과 (학사)

## 클럽 경력
경상남도 산청군 생초면 어서리에서 태어난 박항서는 1981년 실업 축구단이었던 제일은행 축구단에서 자신의 성인 축구 경력을 시작하였고, 그 해 군에 입대하였고 육군 축구단 충의에서 활동하며 군 복무를 마쳤다.
1984년 럭키금성 황소 (현 FC 서울)에 창단 멤버로 입단했다. 1984년 4월 22일 유공 코끼리와의 경기에서 프로 데뷔골을 기록했다. 1985년 K리그 우승과 1986년 K리그 준우승에 공헌하였다. 1988 시즌이 끝난 뒤 은퇴하였다.

### 국가대표팀 경력
1977년 제19회 아시아 청소년 축구대회에 참가하는 20세 이하 청소년 대표로 선발되었으며 1978년 아시아 청소년 축구 대회에서 청소년 대표팀 주장을 맡아 우승을 하였다. 1979년 당시 대한민국 축구 국가대표 B팀인 충무에 선발되었다. 1981년에는 1진인 화랑팀에 선발되었다. 국가대표팀 소속 A매치 출전 기록은 1981년 3월 한·일 정기전 1경기이다.

## 지도자 경력
1988년 은퇴한 직후에 1996년까지 LG 치타스에서 코치로 재직하였으며 1996년 11월 5일 조영증 감독이 사퇴하자 감독 대행이 되어 1996년 FA컵에서 한 경기를 지휘하였다. 1997년 수원 삼성 블루윙즈로 옮겨 2000년 2월까지 활동하였다. 1994년 FIFA 월드컵에는 국가대표팀 트레이너로 활약하였다.
2000년 10월 허정무 감독이 사퇴한 뒤 2000년 11월 국가대표팀 수석코치로 발탁되었고, 12월 한·일 정기전에는 임시 감독을 맡았다. 허정무 감독의 후임으로 거스 히딩크 전 네덜란드 축구 국가대표팀 감독이 선임되자 감독과 선수들의 가교 역할을 하며 선수단의 융화를 일궈내는 등 2002년 FIFA 월드컵 준결승을 이룩하는데 큰 공헌을 하였다. 월드컵이 끝나고 거스 히딩크 감독이 떠나자 2002년 8월 대표팀 감독에 선임되었으나 이 과정에서 대한축구협회가 정식 계약을 하지 않아 무보수 임시 감독이라는 논란이 나왔고 대한축구협회가 거스 히딩크 전 감독을 고문 자격으로 벤치에 착석시키려고 하자 불만을 표출하여 엄중 경고를 받았다. 결국 9월 정식 계약을 맺었지만 2002년 아시안 게임에서 동메달을 따는 데 그쳐 10월 아시안 게임 폐막 후 경질되었다.
이후 2003년 포항 스틸러스에 코치로 입단하여 2004년까지 활동하였고 그 뒤 잠시 전남 드래곤즈 기술 고문을 맡았다.
2005년 8월 새롭게 창단된 경남 FC의 초대 감독으로 선임되었고 2007년 정규 리그 4위를 차지하는 돌풍을 일으키며 플레이오프에 진출하였으나 포항 스틸러스와의 6강 플레이오프에서 승부차기에서 패하여 5위로 마감하였다. 하지만 구단 내부 갈등으로 인하여 11월 경남 FC에서 물러났다.

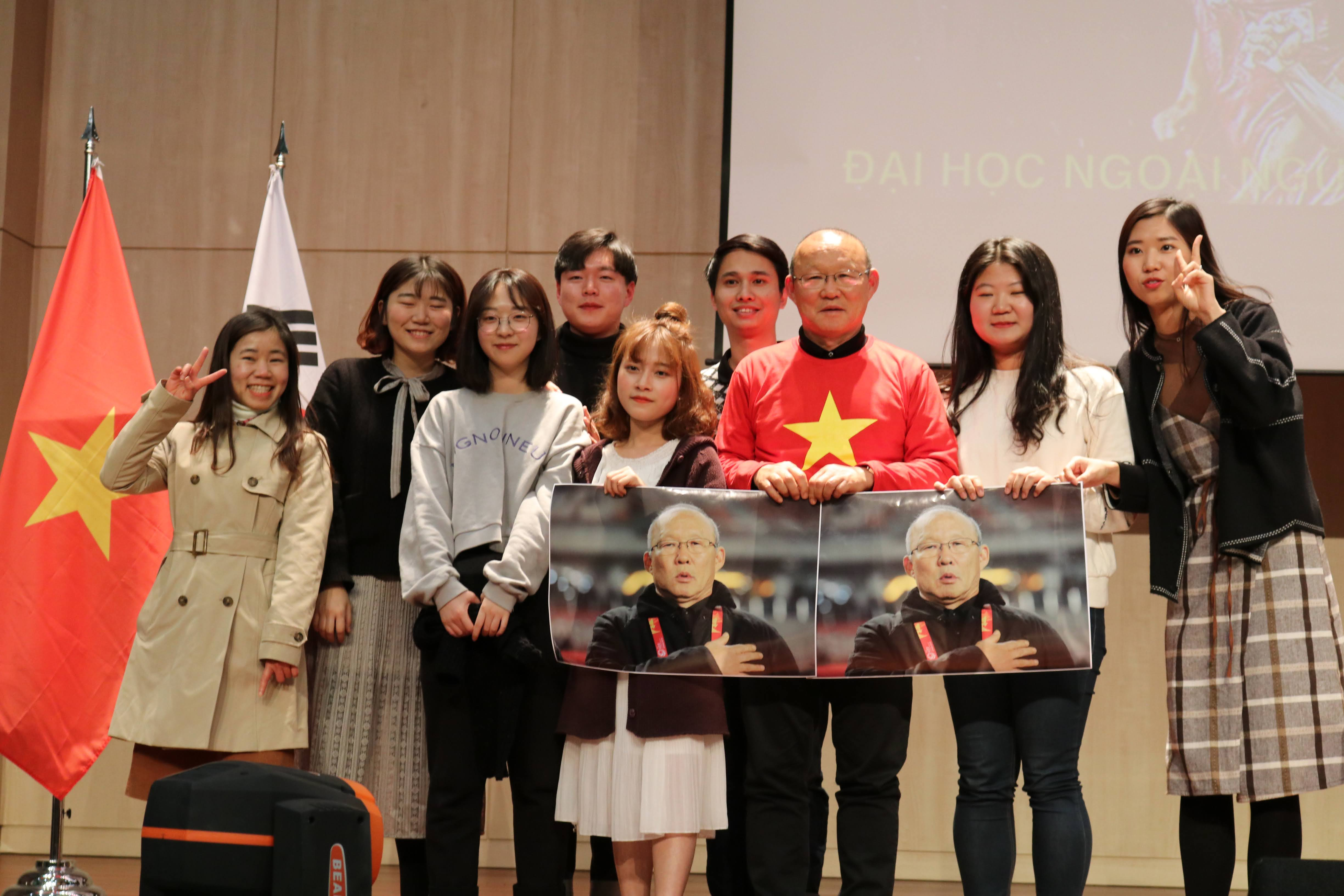
박항서 (2018년)

2007년 12월 전남 드래곤즈의 감독에 취임하여 팀의 2008년 삼성 하우젠 컵 준우승과 2009 시즌 6위로 챔피언십 진출 및 최종 4위를 이끌었으나 2010 시즌에는 10위에 그쳐 그 해 11월 5일 자진 사임하였다. 이후 고 이수철 감독의 후임으로 2011년 상주 상무의 감독직에 올라 1부 리그로 승격해서 1년만에 2부리그로 강등되기도 했으나 2013년 2부리그의 명칭 변경 후 2013년 K리그 챌린지에서 압도적인 실력으로 최초 K리그 챌린지 1위에 오르며 1년만에 K리그 클래식으로 승격하였다. 그러나 승격하자마자 K리그 클래식의 높은 벽을 실감하며 2014년 K리그 클래식 12위로 1년만에 재강등되는 등 강등의 아픔을 두번이나 겪었다. 하지만 강등되자마자 2013년과 마찬가지로 2015년 K리그 챌린지 1위를 거두며 재승격하였으며 2015시즌을 끝으로 계약 만료로 인해 상주 감독직에서 물러났다.
2017년 창원시청 축구단의 감독으로 취임하며 1년만에 현장으로 귀환하였고 프로팀 감독으로서의 경험이 풍부한 박항서의 취임은 큰 기대를 모았다. 전반기만 해도 창원시청은 중상위권을 유지하며 리그 3위까지 주어지는 플레이오프를 충분히 노려볼만 했으며, 6월에 개최한 내셔널선수권대회에서 우승을 차지했다. 하지만 후반기가 접어들수록 여름 이적시장에서 전력 보강을 제대로 하지 못한 것에 대한 한계를 드러내며 순위가 급하락하여 아쉬움을 남겼다.

### 베트남 축구 국가대표팀
2017년 9월 베트남 축구 국가대표팀 감독에 선임되었고 2017년 10월 11일 베트남 축구 국가대표팀과 베트남 U-23 축구 국가대표팀의 겸임 감독으로 공식 취임하였다. 그의 베트남 데뷔전은 2017년 11월 14일 2019 AFC 아시안컵 예선 3라운드 아프가니스탄과의 무득점 무승부로 베트남이 12년 만에 토너먼트에 진출하는 데 도움이 되었다. 2018년 AFC U-23 챔피언십에서 약체로 평가받던 베트남 U-23 대표팀을 결승에 진출시키는 파란을 일으켰고 비록 우즈베키스탄에게 지면서 준우승에 머물렀지만 이 대회를 통해 베트남 국민들로부터 '베트남의 히딩크'라는 별명을 얻게 되었다.
또한 2018년 아시안 게임에서도 베트남을 56년만에 아시안 게임 축구 준결승에 올려놓으며 베트남 축구의 영웅으로 떠올랐고 그것도 모자라 2018년 AFF 스즈키컵에서도 베트남을 2008년 대회 이후 무려 10년만에 우승으로 이끌며 2018년을 최고의 한해로 만들었다.
그리고 2019년 AFC 아시안컵에서 베트남을 12년만에 아시안컵 8강으로 이끌었으며 2019년 킹스컵에서도 준우승을 이끌어내면서 베트남을 동남아시아 축구 최강국으로 만들었다.

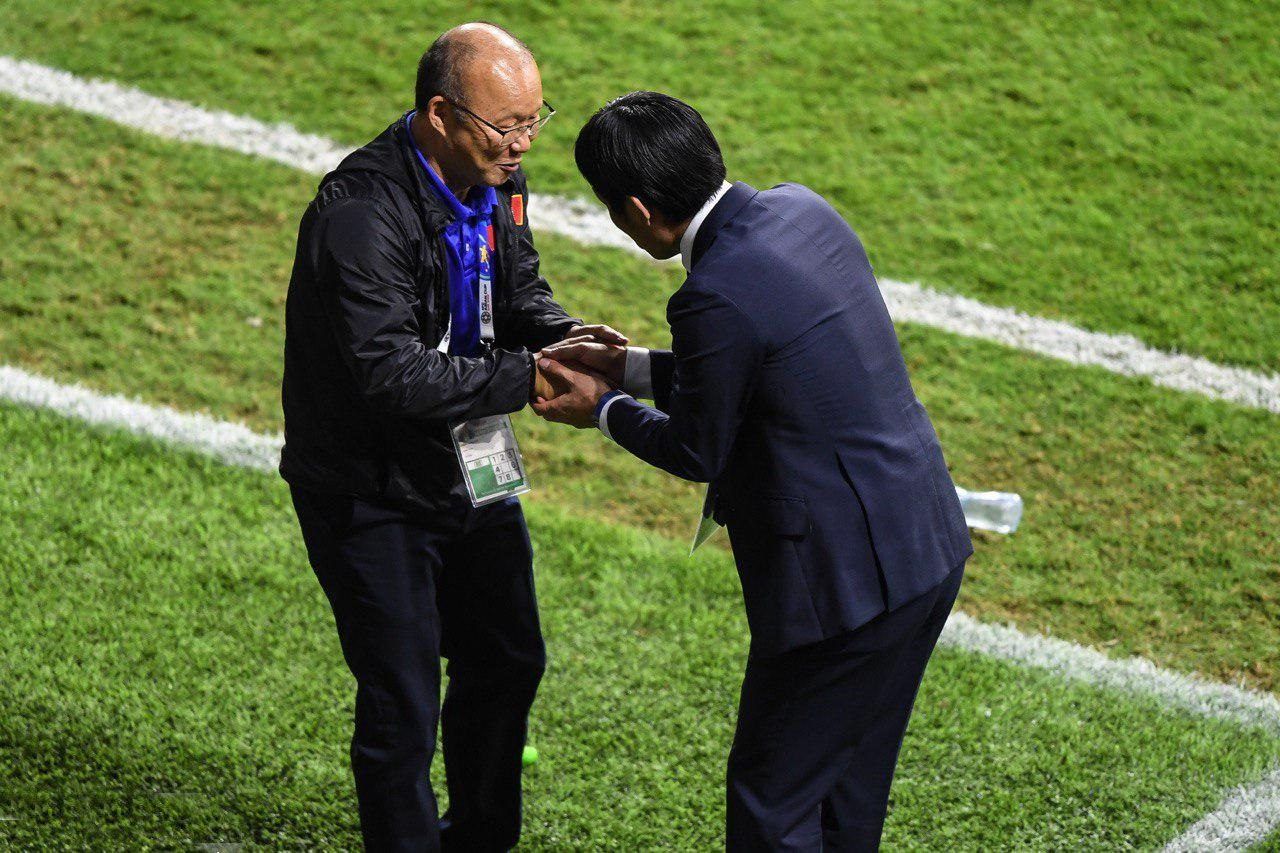
2019 아시안컵 8강전에서 모리야스 하지메와 악수하는 박항서

그리고 2019년 11월 7일 3년 재계약을 맺으며 베트남 국가대표팀 감독직을 계속 이어갔고 다음날인 8일에는 아세안 축구 연맹이 선정한 '올해의 감독상'에 이름을 올렸으며 2019년 동남아시아 경기 대회에서도 베트남에 1959년 대회 이후 60년만에 통산 2번째 금메달을 선사했다.
2021년 11월 10일 박항서의 소속사 DJ매니지먼트는 박항서가 베트남 축구 연맹(VFF)과 1년 계약 연장에 합의했다고 밝혔고 계약은 2023년 1월 31일에 만료된다.
비록 2020년 AFF 스즈키컵 준결승에서 라이벌 태국에 패하며 대회 2연속 우승에는 실패했지만 2022년 FIFA 월드컵 아시아 지역 2차 예선에서 베트남 축구 역사상 첫 월드컵 아시아 지역 최종 예선 진출을 이끌었고 이후 중국과의 최종 예선 B조 8차전에서 베트남의 역사적인 월드컵 최종 예선 첫 승리를 이끌어내는 기염을 토했으며 일본과의 최종전 원정 경기에서도 1-1 무승부의 쾌거를 이끌어내며 유종의 미를 거두었다.
그리고 베트남 U-23 대표팀 감독으로서의 마지막 대회인 2021년 동남아시아 경기 대회에서도 베트남의 2회 연속 금메달이자 이 대회 전승 무실점 금메달을 이끄는 성과를 거두며 U-23 대표팀 감독 생활을 멋지게 마무리지었다.
그리고 2022년 10월 17일 베트남 축구 연맹(VFF)에 따르면 박 감독은 내년 1월 만료되는 현 계약을 연장하지 않기로 하면서 박 감독의 임기는 2023년 1월 31일까지로 확정됐으며 박 감독은 12월 20일부터 시작되는 2022년 아세안 축구 연맹(AFF) 챔피언십까지 베트남 대표팀을 이끌게 되었다.
2022년 AFF컵에서는 베트남이 B조 무패로 1위를 차지했고 박항서는 준결승에서 신태용의 인도네시아를 2-0으로 꺾고 디펜딩 챔피언을 상대로 4년만에 두 번째 AFF컵 결승에 진출했으며 비록 결승에서 라이벌 태국의 벽을 넘지 못했지만 팀을 준우승으로 이끌며 5년간의 아름다운 여정의 마침표를 찍었다.

## 경력 목록

### 클럽 경력
- 1981년 제일은행
- 1981년 ~ 1983년 육군 축구단(군 복무)
- 1984년 ~ 1988년 럭키금성 황소

### 지도자 경력
- 1989년 ~ 1996년 LG 치타스 코치
- 1996년 안양 LG 치타스 감독 대행
- 1994년 대한민국 트레이너
- 1997년 ~ 2000년 수원 삼성 블루윙즈 코치
- 2000년 ~ 2002년 대한민국 수석 코치
- 2002년 대한민국 수석 코치
- 2003년 ~ 2004년 포항 스틸러스 코치
- 2005년 ~ 2007년 경남 FC 감독
- 2008년 ~ 2010년 전남 드래곤즈 감독
- 2012년 ~ 2015년 상주 상무 감독
- 2017년 창원시청 감독
- 2017년 ~ 2023년 베트남 축구 국가대표팀 & 베트남 U-23 축구 국가대표팀 감독

### 기타 경력
- 대한축구협회 부회장(2025~)

## 통계

### 국가대표팀
| # | 날짜           | 장소 | 홈 팀 | 최종 결과 | 원정팀   | 대회        | 득점 | 비고 |
| - | -------------- | ---- | ----- | --------- | -------- | ----------- | ---- | ---- |
| 1 | 1981년 3월 8일 | 도쿄 | 일본  | 0 - 1     | 대한민국 | 한일 정기전 | -    | 17′  |

## 수상 내역
| 선수 클럽 럭키금성 황소 K리그1 ● 우승 (1) : 1985 ● 준우승 (1) : 1986 ● 4위 (1) : 1988 전국축구선수권대회 ● 우승 (1) : 1988 대한민국 U-20 AFC U-20 축구 선수권 대회 ● 우승 (1) : 1978 | 코치 클럽 LG 치타스 K리그1 ● 우승 (1) : 1990 ● 준우승 (2) : 1989 , 1993 ● 4위 (1) : 1992 리그컵 ● 준우승 (2) : 1992 , 1994 전국축구선수권대회 ● 3위 (1) : 1989 수원 삼성 블루윙즈 K리그1 ● 우승 (2) : 1998 , 1999 리그컵 ● 우승 (2) : 1999아 , 1999대 ● 3위 (1) : 1997프 슈퍼컵 ● 우승 (2) : 1999 , 2000 아시안 컵위너스컵 ● 준우승 (1) : 1998 포항 스틸러스 K리그1 ● 준우승 (1) : 2004 대한민국 FIFA 월드컵 ● 4위 (1) : 2002 AFC 아시안컵 ● 3위 (1) : 2000 CONCACAF 골드컵 ● 4위 (1) : 2002 | 감독 클럽 전남 드래곤즈 K리그1 ● 4위 (1) : 2009 FA컵 ● 3위 (1) : 2010 리그컵 ● 준우승 (1) : 2008 상주 상무 축구단 K리그2 ● 우승 (2) : 2013 , 2015 FA컵 ● 3위 (1) : 2014 창원시청 축구단 내셔널축구선수권대회 ● 우승 (1) : 2017 대한민국 U-23 아시안 게임 축구 ● 동메달 (1) : 2002 베트남 U-23 AFC U-23 챔피언십 ● 준우승 (1) : 2018 아시안 게임 축구 ● 4위 (1) : 2018 동남아시아 경기대회 ● 금메달 (2) : 2019 , 2021 베트남 아세안 축구 선수권 대회 ● 우승 (1) : 2018 킹스컵 ● 준우승 (1) : 2019 개인 1985년 K리그 베스트 11 선정 2013년 K리그2 감독상 수상 |

### 훈장
- 2002년  체육훈장 맹호장 수훈[41]
- 2018년  베트남 3급 노동 훈장 수훈[42]
- 2018년  베트남 우호 훈장 수훈[43]
- 2018년 아시아기자협회 선정 올해의 아시아인상[44]
- 2018년 대한기자협회 올해의 인물상[45]
- 2020년  베트남 2급 노동 훈장 수훈[46]
- 2022년  대한민국 수교훈장 흥인장 수훈[47]

## 기타
전력을 다하는 근성으로 인하여 '악바리'라는 별명이 붙었다. 2006년 4월 문근영과 함께 KTF CF를 찍었다. 2007년 'K-리그 올스타전'에서 전남 드래곤즈의 허정무 감독을 제치고 남부팀 감독부문 1위에 올랐다. 박항서 감독의 영어 인터뷰가 영국 BBC가 운영하는 러닝잉글리쉬닷컴의 스피킹 강좌에서 성공적인 영어 커뮤니케이션의 예로 쓰인 적이 있다. 또한 박항서 감독은 부인 최상아씨가 권사로 섬기고 있는 베트남 하노이 한인교회에 출석하는 독실한 크리스천으로도 유명하다. 특히 경기를 치르기 전 교회를 찾아가 통성으로 기도하기도 하고 베트남 선수들이 득점할 때마다 벤치에 앉아서 기도한다고 한다. 그리고 2018년 8월 28일 자신의 조국인 대한민국과의 2018년 아시안 게임 축구 준결승전 경기를 앞두고 훈련하는 도중에 기도하는 모습이 카메라에 포착되면서 '베트남 축구를 이끄는 믿음의 감독'이라는 수식어까지 붙었다.
박항서의 업적 2018년 스즈키컵 우승 달성